# 圣库
圣库制度是太平天国时期实行的一种资源统一分配制度，其法律依据为《天朝田亩制》，但其实行方式早于法律依据推行之前，于太平军起义时（或更早）便以开始实行，但当时并无明文确定。

## 制度
天朝田亩制相关部分内容：
凡當收成時，兩司馬督伍長，除足其二十五家每人所食可接新穀外，餘則歸國庫，凡麥、豆、寧麻、布帛、雞、犬各物及銀錢亦然。蓋天下皆是天父上主皇上帝一大家，天下人人不受私，物物歸上主，則主有所運用，天下大家處處平勻，人人飽暖矣。此乃天父上主皇上帝特命太平真主救世旨意也。但兩司馬存其錢穀數於簿，上其數於典錢穀及典出入。凡二十五家中，設國庫一，禮拜堂一，兩司馬居之。凡二十五家中所有婚娶彌月喜事，俱用國庫。

依《天朝田亩制》所述，在太平天国体系内，原则上不存在个人财产，所有一切皆为国家所有，即为集体所有制。
但是实际中个人依然是可以存留一定的私有物品。

## 管理
在行政系统中，圣库主要存在于最基层的单位（即两司马），及中央当中。
而在军中，主要存在于军帅及诸王（侯）行政中。